# Lockheed L-1011 TriStar
Die Lockheed L-1011 TriStar auch L-ten-eleven (englische Aussprache) oder als TriStar bezeichnet (der Name wurde von Lockheed selbst vergeben), ist ein dreistrahliges Großraumflugzeug des US-amerikanischen Herstellers Lockheed, zugleich das letzte zivile Flugzeug dieses Herstellers. Es ist in den verschiedenen Versionen für 250 bis 400 Passagiere ausgelegt, ursprünglich für Mittelstrecken, spätere Versionen auch für die Langstrecke. Die Endmontage fand in Palmdale, Kalifornien, statt; der Erstflug wurde am 16. November 1970 durchgeführt. Von 1970 bis 1984 wurden 250 L-1011 ausgeliefert, die letzte Maschine ging am 3. Juni 1985 an Royal Jordanian. Das Flugzeug war für Lockheed nie gewinnbringend; in der Konsequenz zog sich der Hersteller aus dem zivilen Markt zurück.
Die Tristar ist bei ihren Piloten zumeist recht beliebt und wird deshalb „Lucky Ten-Eleven“ genannt.

## Geschichte

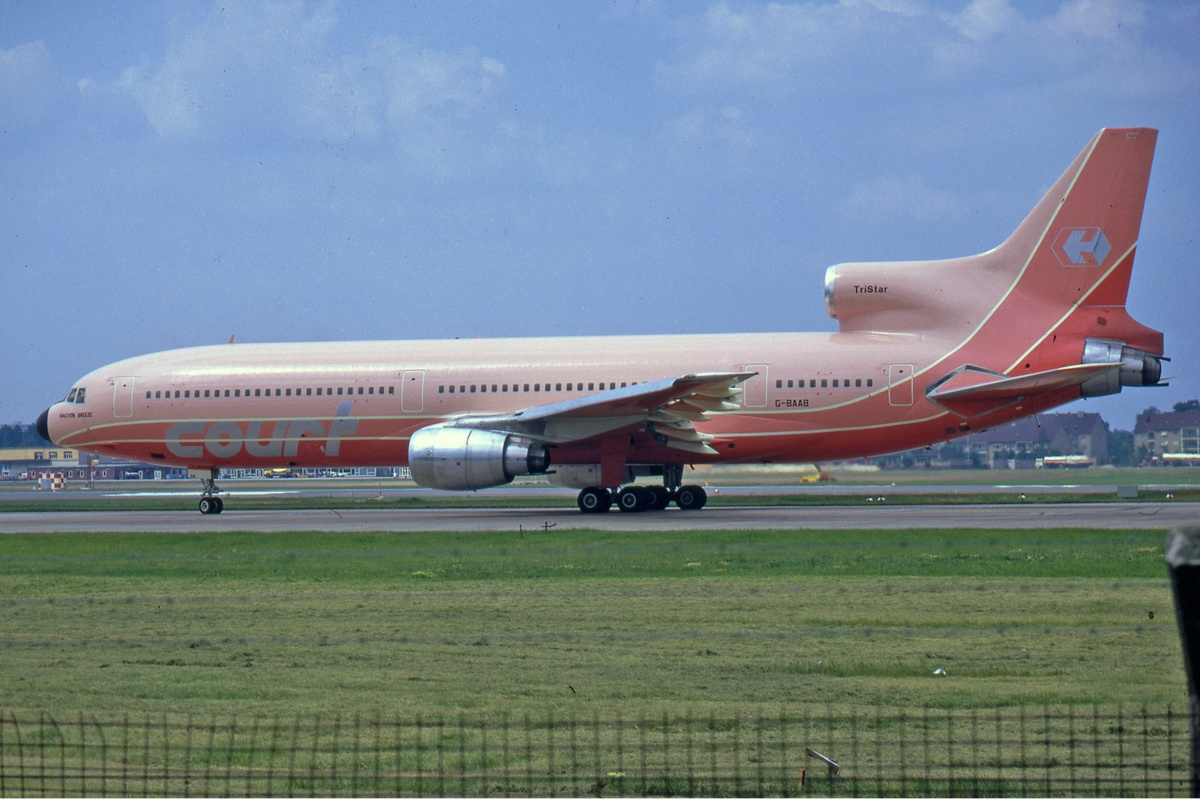
Court Line setzte ab dem 1. April 1973 als erste europäische Fluggesellschaft die Lockheed TriStar ein

Im Jahr 1966 suchte American Airlines nach einem Kurz- und Mittelstreckenflugzeug mit hoher Kapazität. Douglas war in finanziellen Schwierigkeiten und Boeing völlig mit der Boeing 747 ausgelastet. So nahm Lockheed sofort die Möglichkeit wahr, einen Wiedereinstieg in das zivile Flugzeuggeschäft zu finden, nachdem das Unternehmen durch den Misserfolg der Electra zurückgefallen war. Zunächst als zweimotoriges Flugzeug ausgelegt, wurde dieses Konzept später verworfen, um auf ein von einigen Kunden gefordertes dreistrahliges Konzept umzusteigen. Es sollte als Antrieb das neue Rolls-Royce RB211 verwendet werden, das einzige Dreiwellen-Triebwerk, das den Vorteil eines sehr schnellen Schubwechsels hatte. Dieses blieb bis zum Produktionsende das einzig erhältliche Triebwerk der TriStar, da konstruktiv keine anderen Triebwerke installiert werden konnten, was sich als entscheidender Nachteil herausstellte. Viele Gesellschaften bestellten aus diesem Grund lieber die DC-10, unter anderem auch, um andere Triebwerke von General Electric oder Pratt & Whitney wählen zu können. Außerdem war Rolls-Royce mit der Entwicklung und Fertigung von Einkristall-Turbinenschaufeln damals noch sichtlich überfordert. Am 29. März 1968 wurde der Produktionsstart bekanntgegeben. Der Erstflug der Maschine erfolgte am 16. November 1970, jedoch verzögerten ökonomische und technische Probleme den Beginn der Serienfertigung bis 1972.
Zum Produktionsstart konnte Lockheed damals trotz allem spektakuläre 144 Bestellungen vorweisen. Erstkunde war Eastern Air Lines mit 25 Festbestellungen. Zunächst wurden die Versionen L-1011-1 bis -200 als Kurz- und Mittelstreckenflugzeuge gebaut, ab 1975 mit der Version -500 auch eine reine Langstreckenvariante, die aber um 5 m verkürzt wurde. Diese kam für den Markt jedoch zu spät. Douglas, durch die Fusion mit McDonnell erstarkt, hatte mit der DC-10-30 schon viel früher eine Langstreckenvariante auf dem Markt.
Trotz der Ähnlichkeiten mit der DC-10 war der TriStar mit deutlich höheren Standards konstruiert worden, wie z. B. vier Hydrauliksystemen (wie bei der Boeing 747) statt nur drei bei der DC-10. Die Konstruktionsverfahren bauten zum erheblichen Teil auf Lockheeds Erfahrungen im militärischen Flugzeugbau auf; Sicherheit war die Hauptgrundlage, an nichts wurde dafür gespart. Daher hat der TriStar bis heute die beste Unfallbilanz aller vier ursprünglichen Großraumflugzeuge, wie auch die Zahlen des Aviation Safety Network belegen. Deshalb war er allerdings in der Anschaffung erheblich teurer als die DC-10.
Während sich die Mittelstreckenversionen der TriStar mit rund 200 Exemplaren gegenüber den nur 140 Mittelstrecken-DC-10 sogar besser verkaufte, fanden sich für die Langstreckenversion kaum Kunden. Gerade einmal 50 Flugzeuge dieses Typs wurden verkauft; von der DC-10 waren es über 300. Somit ging das sogenannte Trijet Race deutlich an McDonnell-Douglas.

## Konstruktion
Die L-1011 ist ein konventionelles Großraumflugzeug mit drei Triebwerken. Sie hat ein klassisches Drei-Mann-Cockpit für zwei Piloten und einen Flugingenieur. Trotzdem hat Lockheed einige technische Neuerungen, vor allem aus der Militärluftfahrt und der Raumfahrt, mit diesem Flugzeug eingeführt. Anders als bei Boeing und McDonnell Douglas gab es zum Beispiel bereits sogenannte „Switchlights“, welche die herkömmlichen Schalter mit separaten Lampen ersetzten.

### Rumpf
Der Rumpf der L-1011 ist aus Aluminium-Halbschalen gefertigt. Erstmals bei einem Flugzeug dieser Größenordnung wurde bei der Beplankung zum Teil ein Metallklebeverfahren eingesetzt. Die Beplankung wurde mit ebenfalls geklebten Titanstreifen verstärkt. Dies führte zu einer deutlich erhöhten Lebensdauer der Zelle. Der gesamte Rumpf (d. h. einschließlich der Frachträume) ist druckbelüftet und beheizbar. Die Versionen -1 bis -200 haben sechs große elektrisch betriebene Passagiertüren und zwei kleinere Nottüren im hinteren Teil des Rumpfes. Um noch mehr Passagiere (über 400) befördern zu können, gab es auch normal große hintere Türen mit den normalen zweispurigen Notrutschen, die beispielsweise von der britischen B-Tours eingesetzt wurden.
Es war möglich, die Bordküche in einem Frachtraum installieren zu lassen; dann waren zwei Aufzüge installiert, die in den Passagierraum führten. Auch gab es Versionen, bei denen der vordere Frachtraum als Passagierkabine ausgestattet war („Lower Lounge“). Eine Treppe führte vom normalen Passagierraum hinab, und eine Tür mit eingebauter Treppe ermöglichte das direkte Ein- und Aussteigen. Da die „Lower Lounge“ fensterlos war, gab es eine Videoübertragung aus dem Cockpit. Zu erkennen waren diese Flugzeuge am verstärkten Unterboden. Die Frachträume sind durch zwei Frachttore im unteren Rumpfteil und eine Tür vom vorderen Elektronikabteil unter dem Cockpit zugänglich. Sie können Standardcontainer aufnehmen. Bei einer Unterflurküche war ein weiterer Zugang vorhanden, um die Küche von unten beladen zu können.
Im Heck befindet sich in der Längsachse des Rumpfes das dritte Triebwerk. Es wird durch einen S-förmig im Rumpf verlaufenden Tunnel mit Luft versorgt. Vor dem Triebwerk ist das Hilfstriebwerk eingebaut. Bei den Versionen -1 bis -200 war ein einziehbarer Hecksporn vorgesehen, um eine Beschädigung des Rumpfhecks bei einer Bodenberührung zu verhindern. Die verkürzte Version -500 hatte diesen Sporn nicht mehr. Das Cockpit gilt bis heute (2013) als das geräumigste aller Verkehrsflugzeuge.

### Tragflächen
Die L-1011 hat freitragende Tragflächen und ist als Tiefdecker konzipiert. Die Flügel sind als Ganzmetallflächen ausgeführt, haben zwei Kastenholme und eine Pfeilung von 35°. Jede Tragfläche beinhaltet vier Tanks. An der rechten Fläche ist eine Vorrichtung angebracht, um ein Ersatztriebwerk zu Überführungszwecken zu installieren. An der Vorderkante befinden sich die siebenteiligen Vorflügel (Slats), die an den Triebwerksaufhängungen unterbrochen sind. Sie können mit Hilfe von heißer Triebwerkszapfluft enteist werden. An der Hinterkante kommen vier als Doppelspalt-Fowlerklappen ausgelegte Landeklappen zum Einsatz, die auf Höhe des Triebwerks unterbrochen sind. Hier befindet sich das innere Querruder. An der äußeren Hinterkante sind die äußeren Querruder angebracht. Auf der Oberseite sind sechs Spoiler als Störklappen angebracht, von denen vier äußere zur Unterstützung der Querruder mitverwendet werden können. Außerdem ist ein Direct-Lift-Control-System eingebaut. Dieses fährt, wenn die Landeklappenstellung (hier: der L-1011-500) mehr als 30° beträgt, die inneren vier Spoiler auf eine neue als neutral bezeichnete Position von 9° aus. Befindet sich das Flugzeug im weiteren Verlauf des Landeanfluges oberhalb seines Gleitpfades, dann variiert das DLC-System die Spoiler zwischen 9 und 20°, unterhalb des vorgesehenen Gleitpfades zwischen 9° und eingefahrener Position, um die Neigung des Flugzeugs im Endanflug stabil zu halten.

### Leitwerk
Das Leitwerk ist freitragend und aus Metall gefertigt. Bei der Ansteuerung des Höhenruders ging Lockheed damals einen unkonventionellen Weg. Das Höhenleitwerk besteht aus Flosse und Ruder, jedoch bewegt der Pilot die gesamte Flosse (Flying Stabilizer) und das Ruder macht einen mechanisch festgelegten weiteren Ausschlag. Durch dieses System hat die L-1011 ausgezeichnete Steuereigenschaften. Das Seitenruder ist konventionell mit einem einteiligen Ruder versehen. Im Heckkonus ist das dritte Triebwerk installiert. Dadurch, dass dieses im Gegensatz zur DC-10 in der Längsachse des Rumpfes liegt, ist das Seitenleitwerk sehr effektiv und führt zu einer sehr niedrigen Mindestgeschwindigkeit für den Fall eines Triebwerksausfalls. Bei der DC-10 liegt diese deutlich höher. BWIA setzte Flugzeuge mit einem vergrößerten Seitenruder ein, um noch niedrigere Anfluggeschwindigkeiten zu erreichen, die für einige Flugplätze in der Karibik notwendig sind.

### Fahrwerk
Das Fahrwerk der L-1011 besteht aus einem Bugfahrwerk mit Zwillingsreifen und zwei Hauptfahrwerken, die als Wagenfahrwerk mit jeweils vier Reifen konstruiert sind. Die Hauptfahrwerke sind mit hydraulisch betätigten Scheibenbremsen und einem Anti-Blockier-System ausgestattet.

### Flugsteuerung

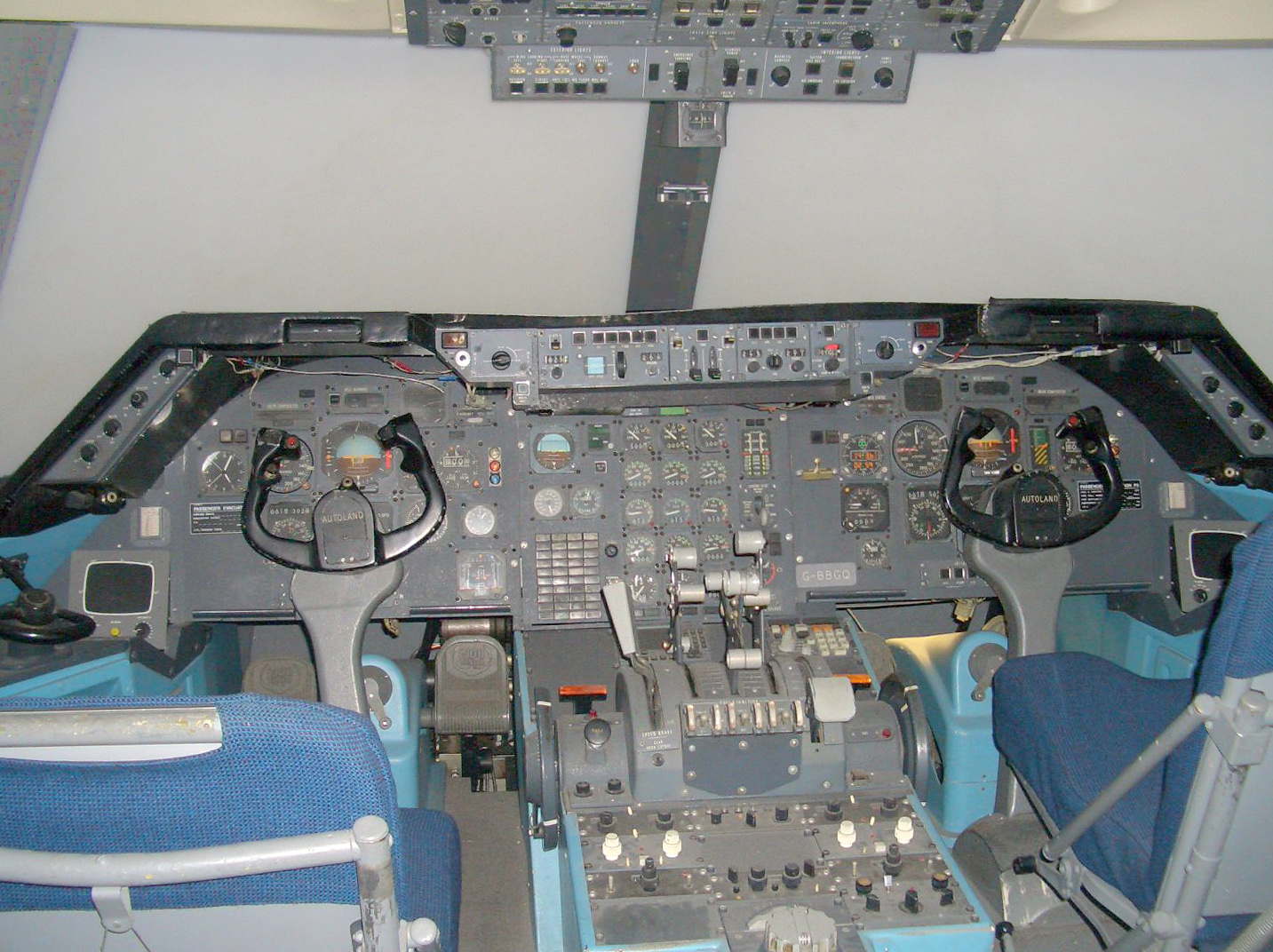
Cockpit (Simulator)

Das Flugzeug wird mechanisch über Steuerstangen und Seilzüge gesteuert, die an den Steuerflächen hydraulisch in Bewegungen umgesetzt werden. Die Steuerflächen werden von vier unabhängigen Hydrauliksystemen angesteuert. Die Trimmung erfolgt elektrisch und mechanisch, eine Besonderheit war das direkte proportionale Trimmrädchen im Steuerhorn, das eine sehr exakte Trimmung ermöglichte. Mit ihrem leistungsfähigen Autopilotensystem war die L-1011 das erste Flugzeug, das für automatische Anflüge der Kategorie IIIb – also einer automatischen Landung – zugelassen worden war. Zwei „Autoland“-Computer mit jeweils zwei Kanälen machten selbst bei 30 Knoten Seitenwind hervorragende automatische Landungen.

## Fertigung und Logistik
Zur Fertigung eines solch großen Verkehrsflugzeuges baute Lockheed eine neue Fabrik in Palmdale/Kalifornien (Plant 10). Diese wurde The Star Factory in the Desert getauft. Hierfür musste eine ganz neue Infrastruktur geschaffen werden, um die Teileanlieferungen gewährleisten zu können. Trotz vieler Zulieferer versuchte Lockheed, möglichst viele Teile selber zu produzieren. Lediglich die Tragflächen wurden als Großbauteil bei einem Zulieferer gefertigt. Sehr früh wurde auf den Einsatz von Computern in der Fertigung gesetzt. 1969 begann die Produktion in der neuen Fabrik.

## Versionen
Bei der L-1011 muss man zwischen Bauversionen ab Werk und nachträglichen Modifikationen, die ebenfalls von Lockheed durchgeführt oder autorisiert worden sind, unterscheiden. Diese Modifikationen bekamen ebenfalls eine Versionsnummer.

### Versionen ab Werk

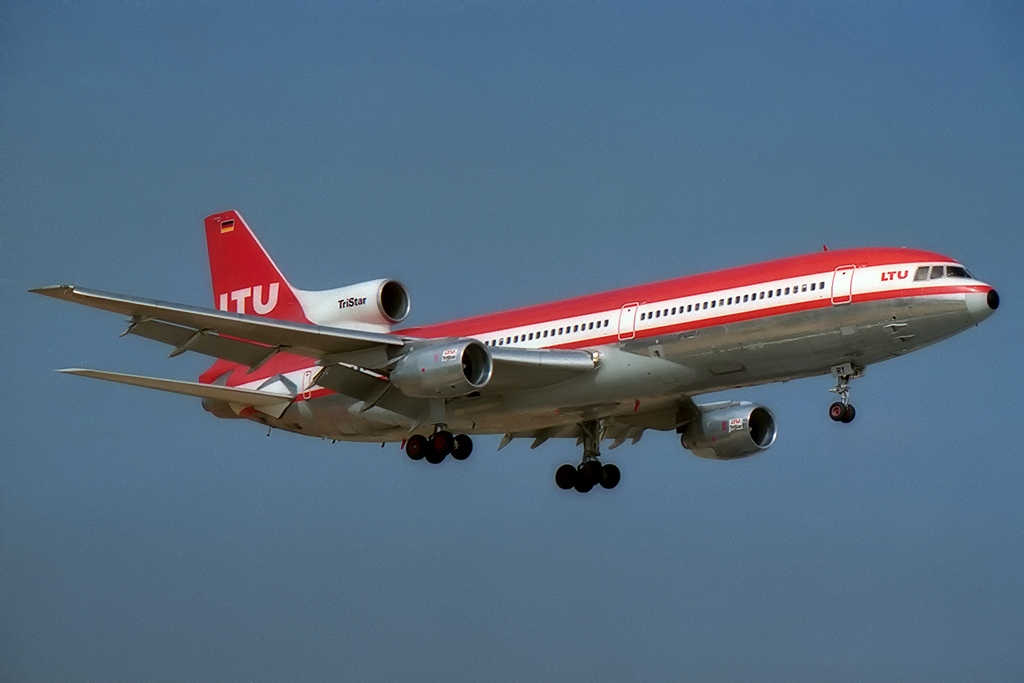
Eine Lockheed L-1011-1 TriStar der LTU

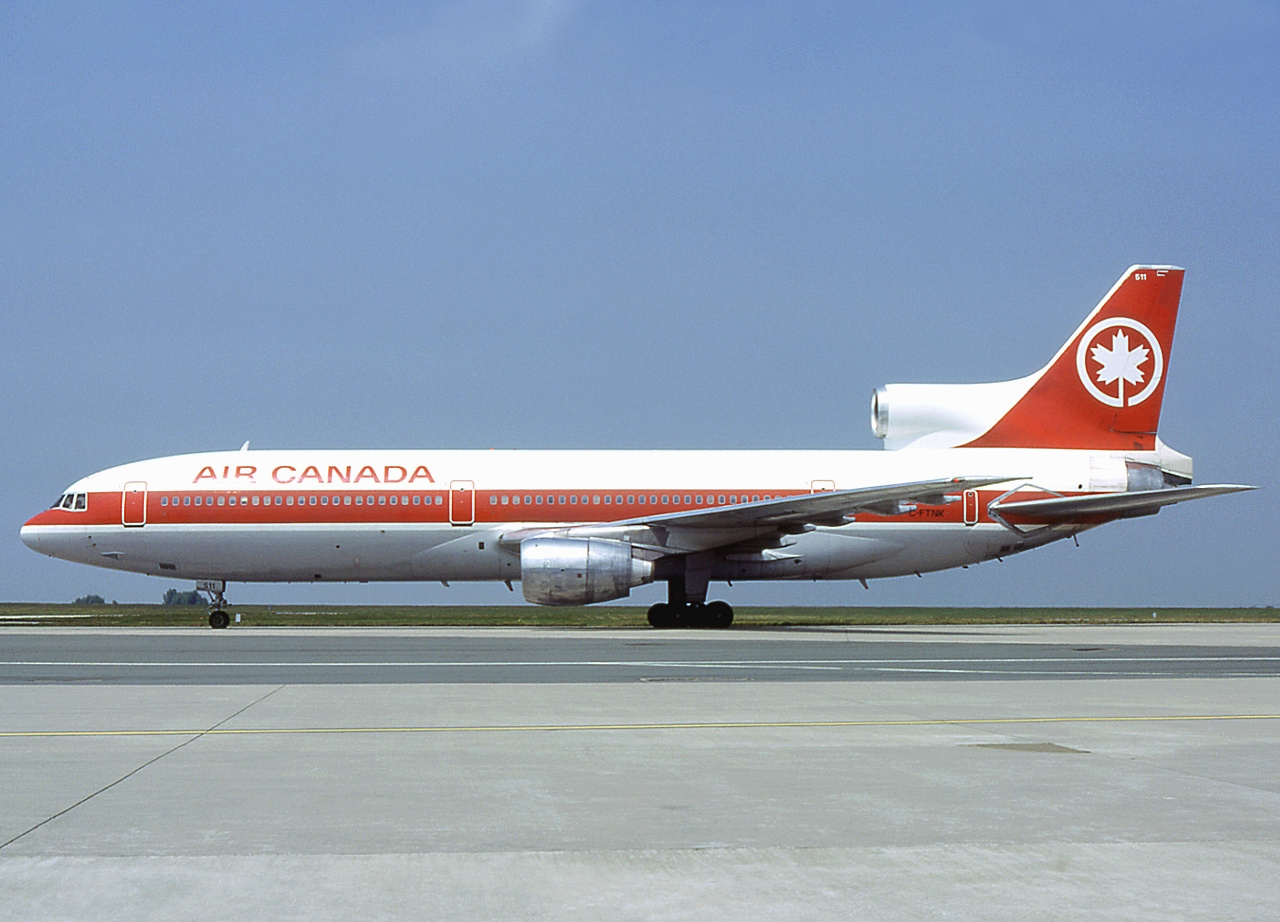
Eine L-1011-100 TriStar der Air Canada

#### L-1011 -1
Grundversion mit einem Abfluggewicht von 195.045 kg und für max. 400 Passagiere. Unter anderem von Eastern Airlines, Trans World Airlines, Delta Air Lines, Air Canada, British Airways, LTU und All Nippon Airways bestellt. (FAA-Musterzulassung L-1011-385-1)

#### L-1011 -100
Weiterentwicklung der L-1011-1 (FAA-Musterzulassung L-1011-385-1-15) mit Verstärkungen an Zelle und Fahrwerk. Es gab sie mit drei verschiedenen Abfluggewichten (u. a. 211.374 oder 215.003 kg Abflugmasse) und größerer Reichweite. Außerdem wurde die Kraftstoffmenge durch Nutzung des Mittelholms im Rumpf als Kraftstofftank auf 100.000 l erhöht. Bestellt von Cathay Pacific, Gulf Air, Saudia und TWA. 13 Exemplare wurden ab Werk gebaut, weitere L-1011-100 wurden aus bestehenden L-1011-1 aufgerüstet. Die Version -100 war die letzte ab Werk gefertigte Version des TriStar mit den RB211-22B.

#### L-1011 -200
Verbesserte Version der L-1011-100 (FAA-Musterzulassung L-1011-385-1-15) mit einer neuen Variante des RB211-Triebwerks und einer optimierten Reichweite. Außerdem wurde ein verbessertes Flight-Management-System eingebaut. Kunden waren unter anderem Saudia, British Airways und British Airtours. Zahlreiche ältere -1 und -100-Versionen wurden auf den -200-Stand umgerüstet. 24 Exemplare ab Werk gebaut.

#### L-1011 -500

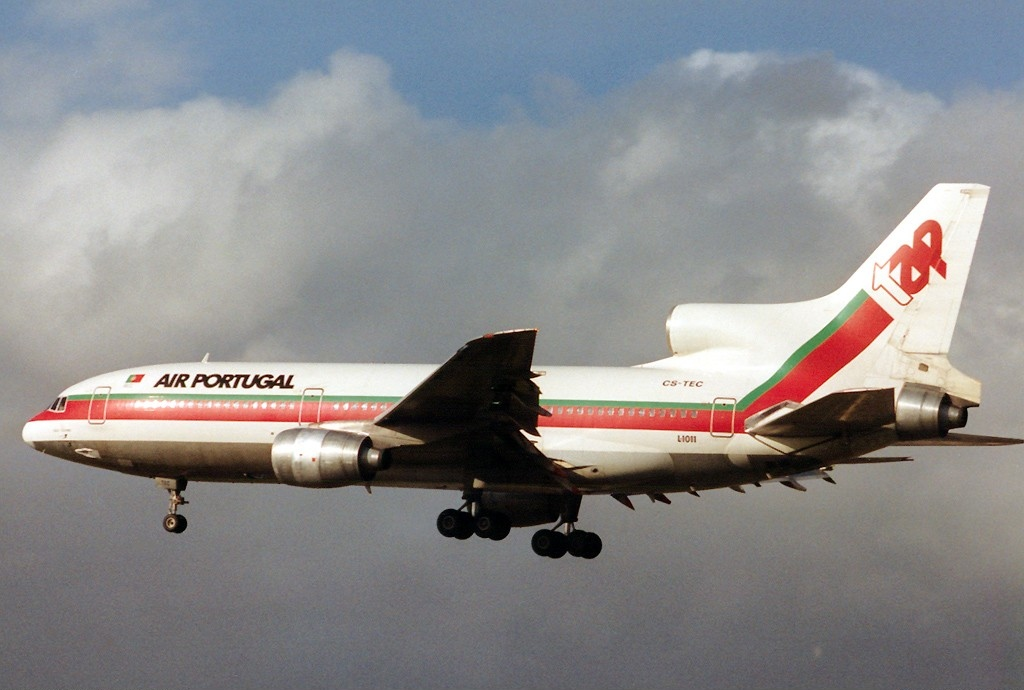
L-1011-500 TriStar der TAP Portugal

Langstreckenversion der L-1011 (FAA-Musterzulassung L-1011-385-3). Der Rumpf wurde um 4,11 Meter verkürzt und damit die Kapazität auf 300 Passagiere verringert. Diese Version hatte nur noch sechs große Türen im Oberdeck, und die Nottür am Ende des Rumpfes entfiel. Die Unterflurküche wurde nach oben verlegt, um mehr Frachtkapazität zu erreichen. Die Verkleidung am Hecktriebwerklufteinlass wurde verbessert. Der Rumpf wurde umfassend verstärkt, um eine Abflughöchstmasse von 231,3 t zu erreichen. Die Spannweite wurde um 2,74 m erhöht. Dieser erhöhte Auftrieb wurde mit dem sogenannten Active Control System kontrolliert. Dieses bewegt computergesteuert vollautomatisch die äußeren Querruder synchron in dieselbe Richtung, um dem Auftrieb entgegenzuwirken und die Flächenbelastung gering zu halten. Die Kraftstoffkapazität wurde durch den Einbau von drei zentralen Tanks auf 120.000 l erhöht. Außerdem wurden nochmals schubstärkere Triebwerke eingesetzt. Erstauslieferung war im August 1976 an British Airways. Sie wurde unter anderem von Pan Am, Air Canada, Air Lanka, Delta Air Lines, TAP Air Portugal, LTU, BWIA International und Royal Jordanian eingesetzt. 50 Exemplare wurden gebaut.

### Modifizierungen

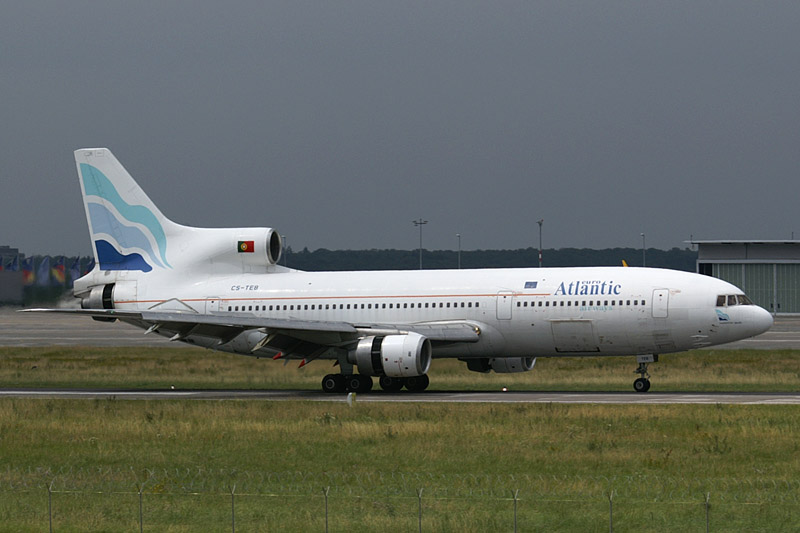
EuroAtlantic Airways TriStar 500

#### L-1011 -40
Modifizierte L-1011-1 mit einer auf 199.581 kg erhöhten Abflugmasse.

#### L-1011 -50
Modifizierte L-1011-1 mit einer auf 204.117 kg erhöhten Abflugmasse.

#### L-1011 -150
Modifizierte L-1011-1 mit einer Abflugmasse von 213.189 oder 215.003 kg sowie höherem Lande- und Leertankgewicht für eine verbesserte Reichweite.

#### L-1011 -250
Modifizierte L-1011-1 mit umfangreichen strukturellen Modifikationen, einer auf 224.982 oder 231.332 kg gesteigerten Abflugmasse, einem erhöhten Lande- und Leertankgewicht sowie RB211-524B4 zum Antrieb und einer wahlweise gesteigerten Tankkapazität.

#### L-1011 -1F und L-1011 -200F
Frachtermodifikationen der 'Long Body'-Varianten. Mitte der 1980er-Jahre wurde eine L-1011-1 von Aeronautical Engineers Inc. zum einzigen Frachter der Grundversion umgebaut. Mitte der 1990er Jahre bot Marshall Aerospace aus Cambridge/GB die Umrüstung von sämtlichen TriStar-Varianten zum Frachter an. Die L-1011-200 erwies sich dabei als optimale Basis, insgesamt wurden aber nur zehn Aufträge für die in den USA ansässigen Frachtgesellschaften American International Airways, Arrow Air und Millon Air erteilt.

#### L-1011 -K1 und -KC1
Mitte der 1980er-Jahre von Marshall Aerospace im Auftrag der britischen Royal Air Force umgebaute TriStar 500.

## Nutzung

### Zivile Nutzung
Die Hauptabnehmer des TriStar waren große US-Fluggesellschaften. Delta Air Lines betrieb mit 43 Stück die größte TriStar-Flotte, gefolgt von Eastern Air Lines mit 35 Exemplaren. Auch TWA oder Pan Am setzten diesen Flugzeugtyp ein. Außerhalb der USA sind als Nutzer vor allem Air Canada, British Airways und Cathay Pacific zu nennen. Der europäische Erstbetreiber war die britische Court Line. In Deutschland setzte die Düsseldorfer LTU jahrelang ausschließlich auf den TriStar. Die letzte Auslieferung erfolgte an Royal Jordanian am 3. Juni 1985.

### Militärische Nutzung und Raketenstartflugzeug

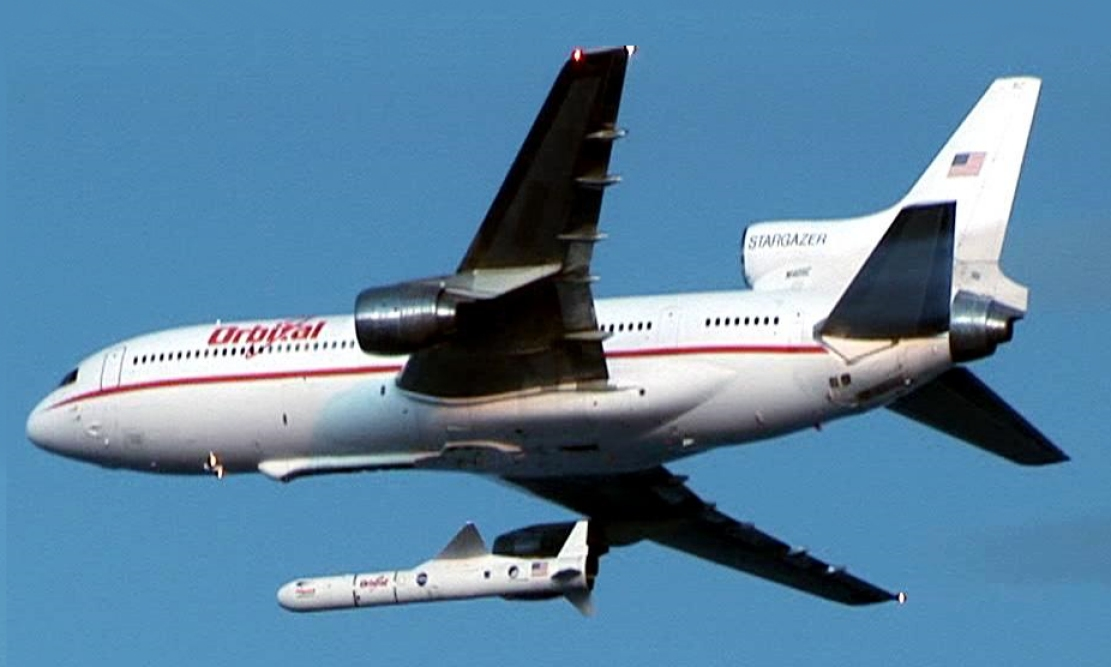
Start einer Pegasus mit Space Technology 5

Manche Maschinen wurden für militärische Zwecke (Transporter, Tanker) umgebaut. Unter der Bezeichnung Stargazer dient eine TriStar dem privaten US-Raumfahrtunternehmen Orbital Sciences als Startplattform für seine Pegasus-Raketen. Seit dem Baustopp der TriStar widmet sich Lockheed-Martin ausschließlich der militärischen Luftfahrt sowie der Raumfahrt.

TriStar C2A der Royal Air Force in Hannover

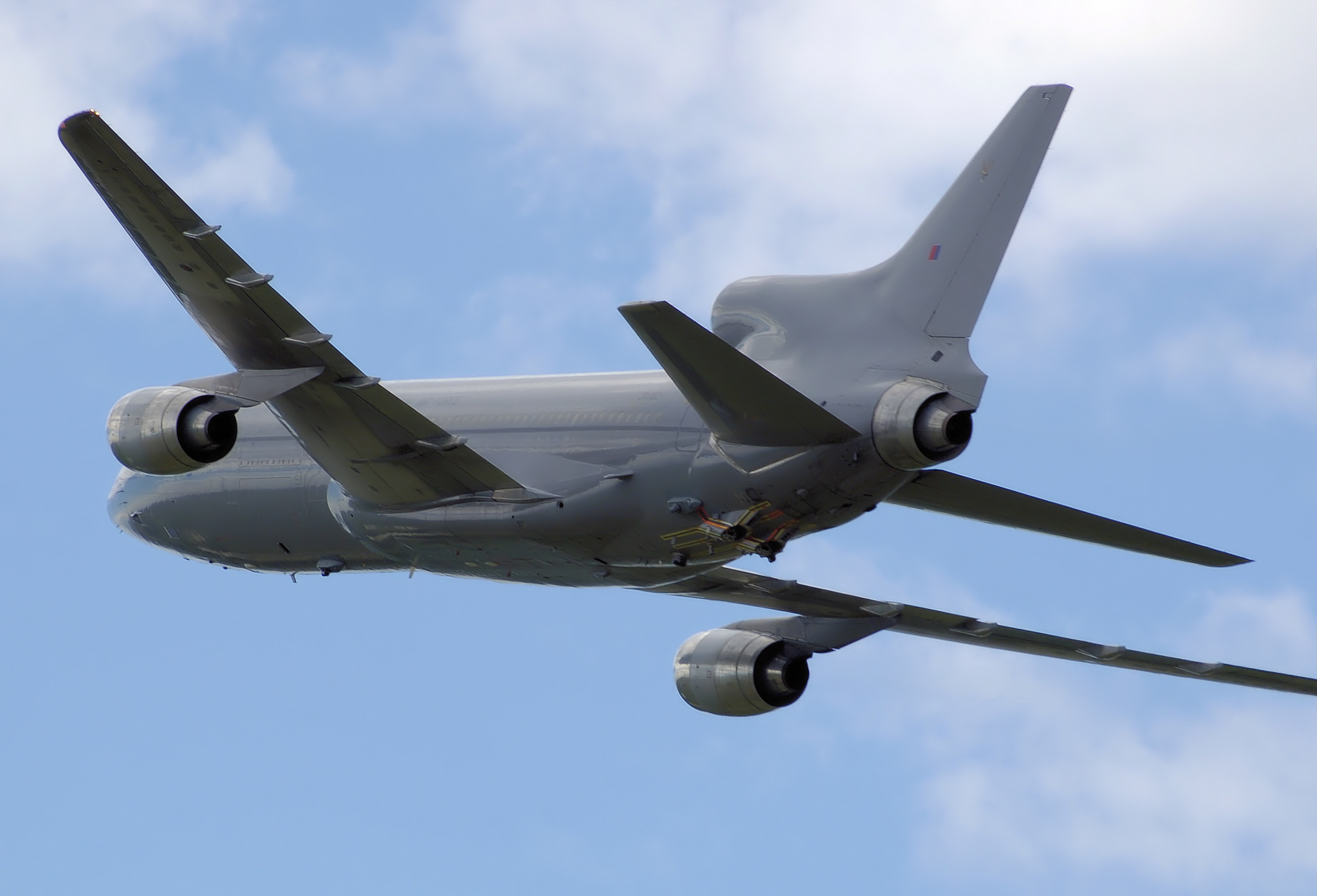
TriStar KC1 der Royal Air Force

Nach dem Falklandkrieg und insbesondere der umständlich durchgeführten Operation Black Buck erkannte die britische Royal Air Force, dass sie für zukünftige Einsätze neue Tankflugzeuge benötigte, die auch für Langstrecken geeignet waren. Sie kaufte daher sechs Tristar 500 von British Airways und drei von Pan Am. Die sechs British-Airways-Maschinen wurden als Ergänzung zur Vickers VC10 zwischen 1982 und 1984 zu Tankflugzeugen umgebaut. Die Pan-Am-Tristars blieben weitgehend unverändert und wurden für den Transport von Soldaten eingesetzt. Insgesamt besaß die Royal Air Force vier Varianten der Tristar 500:
- Zwei K1 sind Tankflugzeuge, die bis zu 136 Tonnen Treibstoff transportieren konnten. Alternativ konnten sie im Einsatz als Transportflugzeug 187 Soldaten befördern und auch selber in der Luft betankt werden.
- Vier KC1 entsprachen der K1, verfügten jedoch über eine zusätzliche große Ladeluke an der linken Seite, durch die Frachtpaletten verladen werden konnten.
- Zwei C2 entsprachen weitgehend den zivilen Maschinen und konnten 260 Soldaten befördern.
- Eine C2A entsprach der C2-Version, verfügte jedoch über zusätzliche militärische Kommunikations- und Kommandoeinrichtungen.

Alle Maschinen wurden 2003/04 mit einem Joint Tactical Information Distribution System ausgerüstet. Zusätzlich wurden einige der Flugzeuge mit Flares und Chaffs zur Verteidigung gegen Raketen ausgestattet. Die Tristars der Royal Air Force, alle der No. 216 Squadron in RAF Brize Norton unterstellt, waren seinerzeit die zweitgrößten Tankflugzeuge weltweit.
Am 20. Juli 2009 wurden die Maschinen infolge technischer Probleme vorübergehend von ihren Luftbetankungsaufgaben entbunden. Die Tankaufgaben wurden daher an die ebenfalls in Brize Norton stationierten VC10 der 101. Squadron übertragen. Aufgrund des Alters der Maschinen war geplant, sie gemeinsam mit den VC10 bis 2010 im Rahmen des „Future Strategic Tanker Aircraft“-Programms durch den Airbus A330-200 MRTT zu ersetzen.
Aufgrund von Verzögerungen bei dessen Anschaffung blieben die Tristars jedoch bis März 2014 im Einsatz. Um die Ersatzteilversorgung der Flotte bis dahin zu gewährleisten, hatte die RAF bereits zuvor die kompletten Ersatzteillager der Air Transat und der bankrotten ATA Airlines übernommen (inkl. zwei kompletter Maschinen) und stand in Verhandlung, die drei noch verfügbaren L-1011-500 der ATA zu übernehmen.

### Verbleib und aktuelle Betreiber
Als letzter ziviler europäischer Betreiber flottete EuroAtlantic Airways ihre einzige L-1011 im Frühjahr 2010 aus.
Im Jahr 2015 betrieb das private US-Sicherheitsunternehmen AGD-Systems sechs L1011-K bzw. L1011-KC Tankflugzeuge. Alle Jets sind derzeit auf dem Flugzeugfriedhof am Flugplatz Bruntingthorpe, England eingelagert. Drei in Ras al Khaimah abgestellte L-1011 der Barq Aviation warten seit 2013 darauf, wieder flugtüchtig gemacht zu werden, um dann unter peruanischem Kennzeichen betrieben zu werden.
Mittlerweile sind die Maschinen jedoch nicht mehr in Peru registriert, sondern wurden an United Wings Inc. verkauft und (offiziell) nach Panama exportiert. Tatsächlich sind die Maschinen jedoch weiterhin in Ras al Khaimah abgestellt. Von den letztgenannten Flugzeugen war je ein Exemplar bei Uganda Air Cargo und TriStar History and Preservation registriert, jedoch Ende 2015 als abgestellt verzeichnet.
Das US-Unternehmen Tempus plant inzwischen den Erwerb sechs ehemaliger Tristar-Tanker aus ehemaligen RAF-Beständen.
Im Jahr 2018 war von 250 produzierten L-1011 lediglich noch eine als aktiv registriert:
- Vereinigte Staaten: Orbital Sciences (1; betrieben als Forschungsträger)[13]

## Zwischenfälle
Vom Erstflug 1970 bis Dezember 2018 kam es mit L-1011 Tristar zu 10 Totalschäden, allerdings ereigneten sich drei der Verluste bei geparkten Maschinen. Bei 4 der Totalschäden kamen 551 Menschen ums Leben. Vollständige Liste:
- Am 29. Dezember 1972 stürzte eine L-1011-1 der Eastern Air Lines beim Anflug auf Miami in den Everglades ab, nachdem die Besatzung durch eine defekte Bugfahrwerksleuchte abgelenkt worden war. Von den 176 Menschen an Bord starben 103, 73 überlebten den Absturz (siehe Eastern-Air-Lines-Flug 401).

- Am 19. April 1974 brannte in Boston/USA eine L-1011-1 der Trans World Airlines bei Wartungsarbeiten aus. Es gab keine Toten oder Verletzten.

- Am 19. August 1980 brannte eine L-1011-200 der Saudi Arabian Airlines nach einer Notlandung auf dem Flughafen Riad (alt) aus. Nachdem das Flugzeug notgelandet war, kamen alle 301 Menschen an Bord aufgrund falscher Reaktionen von Crew und Bodenmannschaften nach der Landung ums Leben. Unter anderem versäumte es der Kapitän, das Flugzeug rechtzeitig zum Stehen zu bringen und zu evakuieren (siehe auch Saudia-Flug 163).[15]

- Am 22. Dezember 1980 kam es über dem Golf von Bahrain zu einem tödlichen Zwischenfall an Bord einer L-1011-200 (HZ-AHJ). Durch eine gerissene Felge kam es zu einer explosiven Dekompression während des Steigfluges, wodurch ein etwa 100 × 45 cm großes Loch in den Kabinenboden gerissen wurde. Neben einigen Verletzten im Flugzeug gab es auch zwei Todesopfer: Ein 14-jähriges Mädchen und ein eineinhalb Jahre alter Junge wurden durch das Loch aus dem Flugzeug gesaugt; ihre Leichname konnten nicht geborgen werden. Nach dem Unfall wurde das schwer beschädigte Flugzeug repariert (siehe auch Saudia-Flug 162).[16]

- Am 2. August 1985 stürzte eine L-1011-1 der Delta Air Lines (N726DA) nahe Dallas/USA beim Landeanflug ab. Die Maschine war in extreme Scherwinde geraten und auf einen Highway gestürzt. Dabei kamen 134 Menschen ums Leben, 29 überlebten den Unfall (siehe auch Delta-Air-Lines-Flug 191).[17]

- Am 3. Mai 1986 wurde eine L-1011-100 der Air Lanka in Colombo bei einer Bombenexplosion während des Beladens zerstört. Dabei kamen 21 Menschen ums Leben (siehe auch Air-Lanka-Flug 512).

- Am 28. Juni 1991 brannte eine L-1011-1 der LTU (D-AERI) bei Wartungsarbeiten in Düsseldorf aus. Es gab keine Toten oder Verletzten, jedoch wurde die Maschine vollständig zerstört.[18]

- Am 30. Juli 1992 verunglückte eine L-1011-1 der US-amerikanischen Trans World Airlines (N11002) bei einem viel zu spät abgebrochenen Start auf dem Flughafen New York/John F. Kennedy. Das Flugzeug brannte aus. Alle 280 Passagiere sowie die Besatzung überlebten. Auslöser war ein schon mehrfach defekt gewesener Sensor für den Anstellwinkel.[19]

- Am 23. August 1995 wurde eine L-1011-1 der Delta Air Lines während des Reisefluges durch einen plötzlichen Druckverlust schwer beschädigt. Die Maschine konnte in Los Angeles/USA landen, wurde aber als Totalschaden abgeschrieben. Es gab keine Opfer.

- Am 6. Juli 2001 wurde eine L-1011-150 der Air Transat nach dem Start in Lyon/Frankreich durch Hagelschlag schwer beschädigt. Das Flugzeug konnte sicher in Lyon landen, wurde aber als Totalschaden abgeschrieben. Es gab keine Opfer.

- Am 8. August 2002 kehrte eine L-1011-250 der Hewa Bora Airways nach einer Triebwerksexplosion nach Kinshasa/Kongo zurück und landete mit einem wesentlich überhöhten Landegewicht. Dabei wurde das Flugzeug schwer beschädigt und musste abgeschrieben werden. Es gab keine Opfer.

## Technische Daten

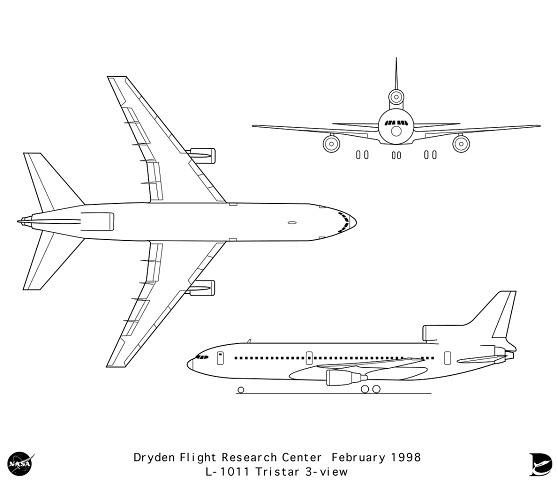
Risszeichnung

| Kenngröße             | Daten der L-1011-200                           | Daten der L-1011-500                             |
| --------------------- | ---------------------------------------------- | ------------------------------------------------ |
| Besatzung             | 3 Cockpit + Kabinenbesatzung                   | 3 Cockpit + Kabinenbesatzung                     |
| Passagiere            | max. 400                                       | max. 315                                         |
| Länge                 | 54,40 m                                        | 50,04 m                                          |
| Spannweite            | 47,35 m                                        | 50,09 m                                          |
| Höhe                  | 16,87 m                                        | 16,87 m                                          |
| Rumpfdurchmesser      | 05,97 m                                        | 05,97 m                                          |
| Kabinenbreite         | 05,76 m                                        | 05,76 m                                          |
| max. Startmasse       | 215.003 kg                                     | 231.332 kg                                       |
| Höchstgeschwindigkeit | 970 km/h                                       | 970 km/h                                         |
| Reisegeschwindigkeit  | 880 km/h                                       | 894 km/h                                         |
| Dienstgipfelhöhe      | 13.600 m                                       | 13.600 m                                         |
| Reichweite            | 07.700 km                                      | 09.900 km                                        |
| Triebwerke            | 3 × Mantelstromtriebwerk Rolls-Royce RB211-524 | 3 × Mantelstromtriebwerk Rolls-Royce RB211-524B4 |
| Schubkraft            | 3 × 213,5 kN                                   | 3 × 222 kN                                       |